# Mars RK
Mars RK, также известная как MRK Airlines - украинская чартерная авиакомпания, базирующаяся в Киеве.

## История

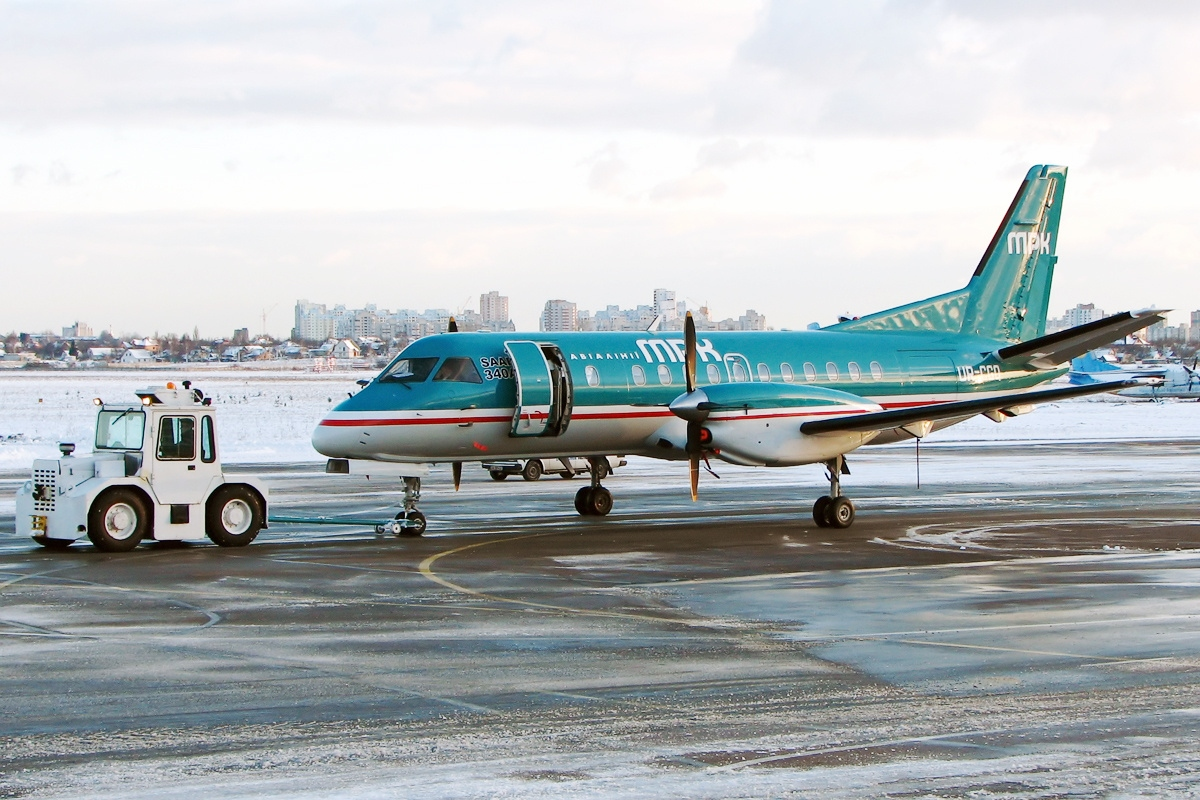
Saab 340A в аэропорту Борисполь

Авиакомпания Mars RK была создана в 1996 году, но только в 2005 году начала осуществлять свои первые полеты. Базовый аэропорт находится в Борисполе. Перевозчик совершает регулярные пассажирские рейсы и доставку грузов. Кроме того, предлагает следующие виды услуг: чартерные перевозки, аренда самолета и авиатакси. Первый рейс был выполнен на самолёте Ан-24 в Ереван.
Компания прекратила свою деятельность в 2018 году.

## Флот

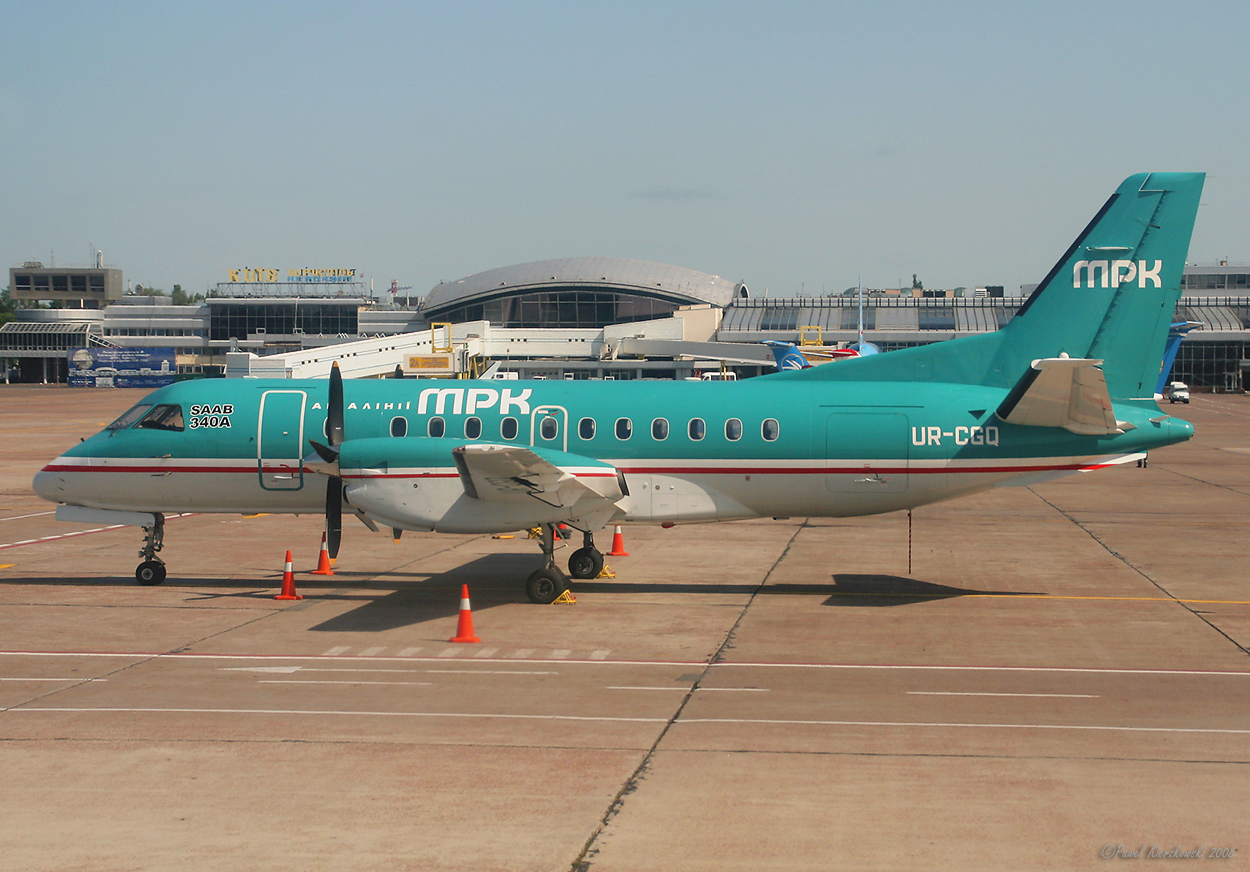
Saab 340A авиакомпании Mars RK в аэропорту Еревана

По состоянию на январь 2013 года парк Mars RK включал следующие воздушные суда:
- 2 Saab 340A
- 2 Diamond DA42 Twin Star

Также Mars RK подписала сделку по покупке трех китайских Xian MA60 в 2012 году.

## Пункты назначения
Авиакомпания Mars RK выполняла регулярные рейсы в: (по состоянию на июль 2007 года)
По Украине:
- Харьков, Киев, Кривой Рог, Одесса, Симферополь, Ужгород.

За границей:
- Кутаиси, Ереван.